# Valle negro (película de 1924)
Valle negro es una película muda argentina en blanco y negro dirigida Alfredo Martinelli y con fotografía de Emilio Peruzzi. Se estrenó en septiembre de 1924 y tuvo como protagonistas a Mary Clay y Chita Foras. Fue una adaptación de un libro escrito por Hugo Wast. Tuvo como productora a Atlanta Company y se filmó en la provincia de Córdoba.
La prensa del momento la presentó como un filme de muy buena recepción por parte de la audiencia, y que más allá de sus trivialidades mostró un progreso tecnológico comparado con las películas extranjeras de aquellos tiempos.

## Elenco
- Mary Clay
- Chita Foras